# Microtatorchis carinata
Microtatorchis carinata är en orkidéart som beskrevs av Rudolf Schlechter. Microtatorchis carinata ingår i släktet Microtatorchis och familjen orkidéer. Inga underarter finns listade i Catalogue of Life.